# 사이버에이전트
사이버에이전트 (サイバーエージェント, CyberAgent) 을인가 일본어 지주회사아메바 관련 기업과에 본사를 두고 주요 사업 내용, 온라인 광고 시부야, 도쿄 회사의 설립자인 藤田晉 1998년 3월 설립 藤田晉 (일본어). 사이버 에이전트는 일본 최대 온라인 광고 대행사이다. 또한 사이버에이전트는 블로그 아메바 블로그, 인터넷 TV AbemaTV및 기타 서비스도 운영한다. Cygames 및 CA Mobile과 같은 자회사도 비디오 게임 산업에 관여한다. 2018년 10월 17일에 사이버에이전트는 CAAnimation을 만들고 공식적으로 애니메이션 제작 시장에 진출하기로 결정했다.

## 연혁
- 1998년 3월 사이버 에이전트 설립(도쿄도 미나토구)
- 2000년 3월 도쿄 증권거래소 상장
- 2004년 9월 아메바 블로그 서비스 개시
- 2006년 4월 닛폰 TV 방송망 스폰서 계약에 참여하여 도쿄 베르디 클럽의 48.1 % 인수
- 2009년 4월 스마트폰에 특화된 광고대리 사업을 하는 ㈜CyberZ 설립
- 2011년 5월 게임 사업 강화를 위해 ㈜Cygames 설립
- 2012년 6월 스마트폰용 「Ameba」개시
- 2015년 4월 ㈜TV아사히와의 공동 출자에 의해 동영상 전달 사업을 실시하는 「㈜AbemaTV」 설립
- 2016년 4월 ㈜AbemaTV에서 새로운 미래의 TV 「AbemaTV(현・ABEMA)」 개국
- 2017년 9월 프로 레슬링 프로모션 DDT 프로레슬링 지분 100% 인수
- 2018년 10월 J1리그 풋볼 클럽 FC 마치다 젤비아 80%의 지분 보유
- 2019년 3월 본점의 소재지 이전 / 도쿄도 시부야구 우다가와초 40번 1호(Abema Towers)
- 2022년 4월 도쿄 증권 거래소의 시장 구분의 재검토에 의해 시장 제일부에서 프라임 시장으로 이행
- 2022년 11월 「ABEMA」 에서 「FIFA 월드컵 카타르 2022」 의 전 경기 방영 개시 (일본경기 제외)

## 자회사 및 자산
- AbemaTV
- 아메바 블로그
- CyberOwl
- WinTicket
- Tapple
- OEN
- CyberZ
- Cygames
- CAAnimation
- CA Mobile
- DDT 프로레슬링
- 프로레슬링 노아
- FC 마치다 젤비아
- AWA

※ 2025년 1월 현재, 107개의 자회사, 12개의 계열사가 있음.
https://www.cyberagent.co.jp/corporate/group/